# Гарі Аблетт
Га́рет Іан «Га́рі» А́блетт (англ. Gareth Ian "Gary" Ablett, 19 листопада 1965, Ліверпуль — 1 січня 2012) — англійський футболіст та тренер. Є єдиним гравцем в історії, який вигравав Кубок Англії в складі обох ліверпульських команд — «Ліверпулі» та «Евертоні».

## Титули і досягнення
- Чемпіон Англії (2):

«Ліверпуль»: 1987-88, 1989-90
- Володар Кубка Англії (2):

«Ліверпуль»: 1988-89
«Евертон»: 1994-95
- Володар Суперкубка Англії з футболу (4):

«Ліверпуль»: 1988, 1989, 1990
«Евертон»: 1995